# Thống chế Đế chế (Pháp)

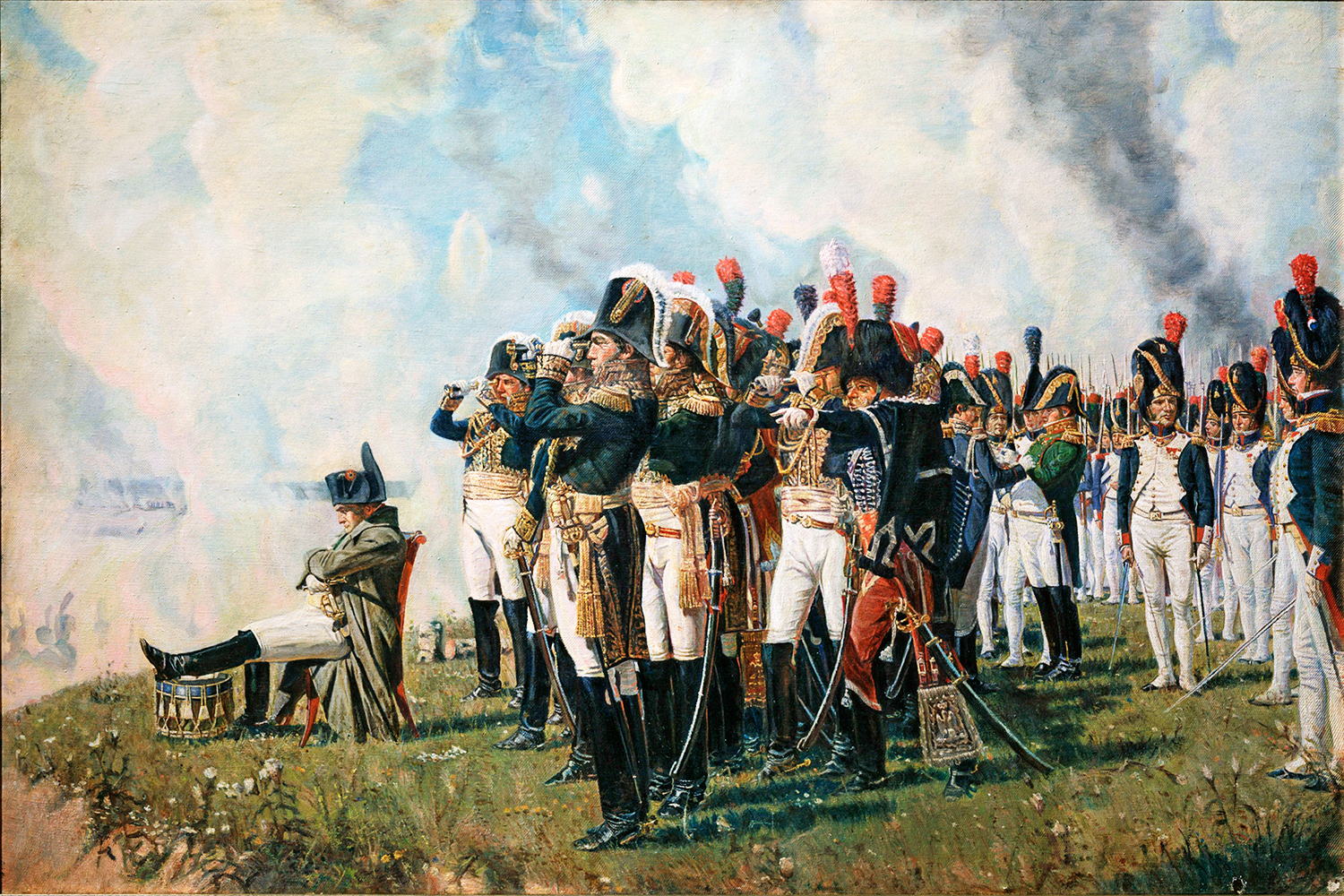
Napoleon và một số thống chế của ông tại Trận Borodino năm 1812. Tranh vẽ của Vasily Vereshchagin.

Thống chế Đế chế (tiếng Pháp: Maréchal d'Empire) là một cấp bậc danh dự cao cấp trong thời kỳ Đệ Nhất Đế chế Pháp. Nó được tạo ra bởi Sénatus-consulte (Thượng viện) ngày 18 tháng 5 năm 1804 và là sự phục hồi mở rộng của cấp bậc Thống chế Pháp. Theo Sénatus-consulte, một thống chế là một viên chức cao cấp của Đế chế, giữ vị trí cao tại triều đình và chủ tịch của một Đại cử tri đoàn. Tuy về danh nghĩa, đây là một cấp bậc dân sự, nhưng trên thực tế, các thống chế đế chế đều là các tướng lĩnh có uy tín về quân sự.
Ngày 19 tháng 5 năm 1804, 18 cá nhân được Hoàng đế Napoléon phong hàm Thống chế Đế chế. Trong số đó, 14 người là các tướng lĩnh cao cấp đang giữ các chức vụ chỉ huy trong quân đội Napoléon. Bốn người khác (Kellermann, Lefebvre, Pérignon và Sérurier) là những "Thượng nghị sĩ mang hàm Thống chế Đế chế" (sénateurs ayant le titre de maréchaux d'Empire), tuy không còn phục vụ trong quân đội, nhưng đều từng là những tướng lĩnh nhiều công trạng trong thời kỳ Cách mạng và thời kỳ Đốc chính.
Do bị giới hạn số lượng 16 Thống chế Đế chế hiện dịch, nên một số trường hợp từ nhiệm để nhận chức vụ khác như Berthier, Jourdan, Murat (1809) và Bernadotte (1810).
Vị Thống chế Đế chế cuối cùng là Emmanuel de Grouchy. Ông được phong ngày 17 tháng 4 năm 1815, 28 ngày sau khi Napoléon về tới Paris nắm lại quyền hành trong Thời kỳ 100 ngày.

## Danh sách các Thống chế Đế chế Pháp
| Tên                                             | Tước hiệu                                      | Thời gian sống | Năm thụ phong | Ảnh |
| ----------------------------------------------- | ---------------------------------------------- | -------------- | ------------- | --- |
| Charles Pierre François Augereau                | Công tước Castiglione                          | 1757-1816      | 1804          |     |
| Jean Baptiste Jules Bernadotte                  | Hoàng tử Pontecorvo                            | 1763-1844      | 1804          |     |
| Louis-Alexandre Berthier                        | Hoàng tử Neuchâtel, Hoàng tử Wagram            | 1753-1815      | 1804          |     |
| Jean-Baptiste Bessières                         | Công tước Istria                               | 1768-1813      | 1804          |     |
| Guillaume Marie-Anne Brune                      | Bá tước Brune                                  | 1763-1815      | 1804          |     |
| Louis Nicolas Davout                            | Công tước Auerstaedt, Hoàng tử Eckmuhl         | 1770-1823      | 1804          |     |
| Jean-Baptiste Jourdan                           | Bá tước Jourdan                                | 1762-1833      | 1804          |     |
| François Christophe Kellermann                  | Công tước Valmy                                | 1735-1820      | 1804          |     |
| Jean Lannes                                     | Công tước Montebello, Hoàng tử Siewierz        | 1769-1809      | 1804          |     |
| François Joseph Lefebvre                        | Công tước Dantzig                              | 1755-1820      | 1804          |     |
| André Masséna                                   | Công tước Rivoli, Hoàng tử Essling             | 1758-1817      | 1804          |     |
| Bon Adrien Jeannot de Moncey                    | Công tước Conegliano                           | 1754-1842      | 1804          |     |
| Adolphe Édouard Casimir Joseph Mortier          | Công tước Trévise                              | 1768-1835      | 1804          |     |
| Joachim Murat                                   | Hoàng tử Murat, Đại Công tước Berg, Vua Naples | 1767-1815      | 1804          |     |
| Michel Ney                                      | Công tước Elchingen, Hoàng tử sông Moskva      | 1769-1815      | 1804          |     |
| Catherine Dominique de Pérignon                 | Hầu tước Grenade                               | 1754-1818      | 1804          |     |
| Jean-Mathieu-Philibert Sérurier                 | Bá tước Sérurier                               | 1742-1819      | 1804          |     |
| Jean-de-Dieu Soult                              | Công tước Dalmatia                             | 1769-1851      | 1804          |     |
| Claude Victor-Perrin, Duc de Belluno dit Victor | Công tước Belluno                              | 1764-1841      | 1807          |     |
| Étienne Jacques Joseph Macdonald                | Công tước Taranto                              | 1765-1840      | 1809          |     |
| Auguste Frédéric Louis Viesse de Marmont        | Công tước Ragusa                               | 1774-1852      | 1809          |     |
| Nicolas Charles Oudinot                         | Bá tước Oudinot, Công tước Reggio              | 1767-1847      | 1809          |     |
| Louis-Gabriel Suchet                            | Công tước Albufera                             | 1770-1826      | 1811          |     |
| Laurent Gouvion Saint-Cyr                       | Hầu tước Gouvion-Saint-Cyr                     | 1764-1830      | 1812          |     |
| Józef Antoni Poniatowski                        | Hoàng tử Ba Lan                                | 1763-1813      | 1813          |     |
| Emmanuel de Grouchy                             | Hầu tước Grouchy                               | 1766-1847      | 1815          |     |